# 요도촌 (에히메현)
요도촌(余土村)은 에히메현 이요군·온센군에 설치되었던 촌이다. 현재의 마쓰야마시에 해당한다.